# توزلو (توفان بی‌لی)
توزلو (به ترکی استانبولی: Tozlu) یک منطقهٔ مسکونی در ترکیه است که در توفانبیلی واقع شده‌است.